# Lieskovec (district de Zvolen)
Pour les articles homonymes, voir Lieskovec.
Lieskovec (hongrois : Újmogyoród) est un village de Slovaquie situé dans la région de Banská Bystrica.

## Histoire
La première mention écrite du village date de 1401.

## Démographie

### Évolution de la population
| Année:               | 1994. | 2004. | 2014.   | 2024.   |
| -------------------- | ----- | ----- | ------- | ------- |
| Nombre de personnes: | 1393  | 1393  | 1467    | 1372    |
| Différence:          |       | +0 %  | +5,31 % | -6,47 % |

| Année:               | 2023. | 2024.   |
| -------------------- | ----- | ------- |
| Nombre de personnes: | 1377  | 1372    |
| Différence:          |       | -0,36 % |